# Elisabeth Flickenschildt
Elisabeth Flickenschildt, nata Elisabeth Ida Marie Flickenschildt (Blankenese, 16 marzo 1905 – Stade, 26 ottobre 1977), è stata un'attrice tedesca teatrale e cinematografica.

## Biografia
Figlia di un capitano, Elisabeth Ida Marie Flickenschildt, finite le scuole ad Amburgo e aver trovato un lavoro, seguì un corso d'arte drammatica. Fece il suo debutto d'attrice nel Guglielmo Tell di Schiller e, ben presto, ottenne numerosi ingaggi dai teatri tedeschi. Lavorò per tre anni a Monaco e a Berlino. Nel 1936, si sposò con Rolf Badenhausen, uno studioso teatrale assistente personale di Gustaf Gründgens, un matrimonio che sarebbe durato fino al 1944.
Iscritta dal 1932 al Partito Nazionalsocialista Tedesco dei Lavoratori, Flickenschildt si fece conoscere anche al pubblico cinematografico con una serie di film di forte impianto propagandistico. Nell'agosto del 1944, nelle ultime fasi della seconda guerra mondiale, il suo nome venne inserito in una lista di attori stilata dal Ministero della Propaganda dove venivano elencati gli attori "insostituibili" per il Reich. Dopo la guerra, sulla base di un'accusa di un falso questionario di denazificazione venne incarcerata per un breve periodo.

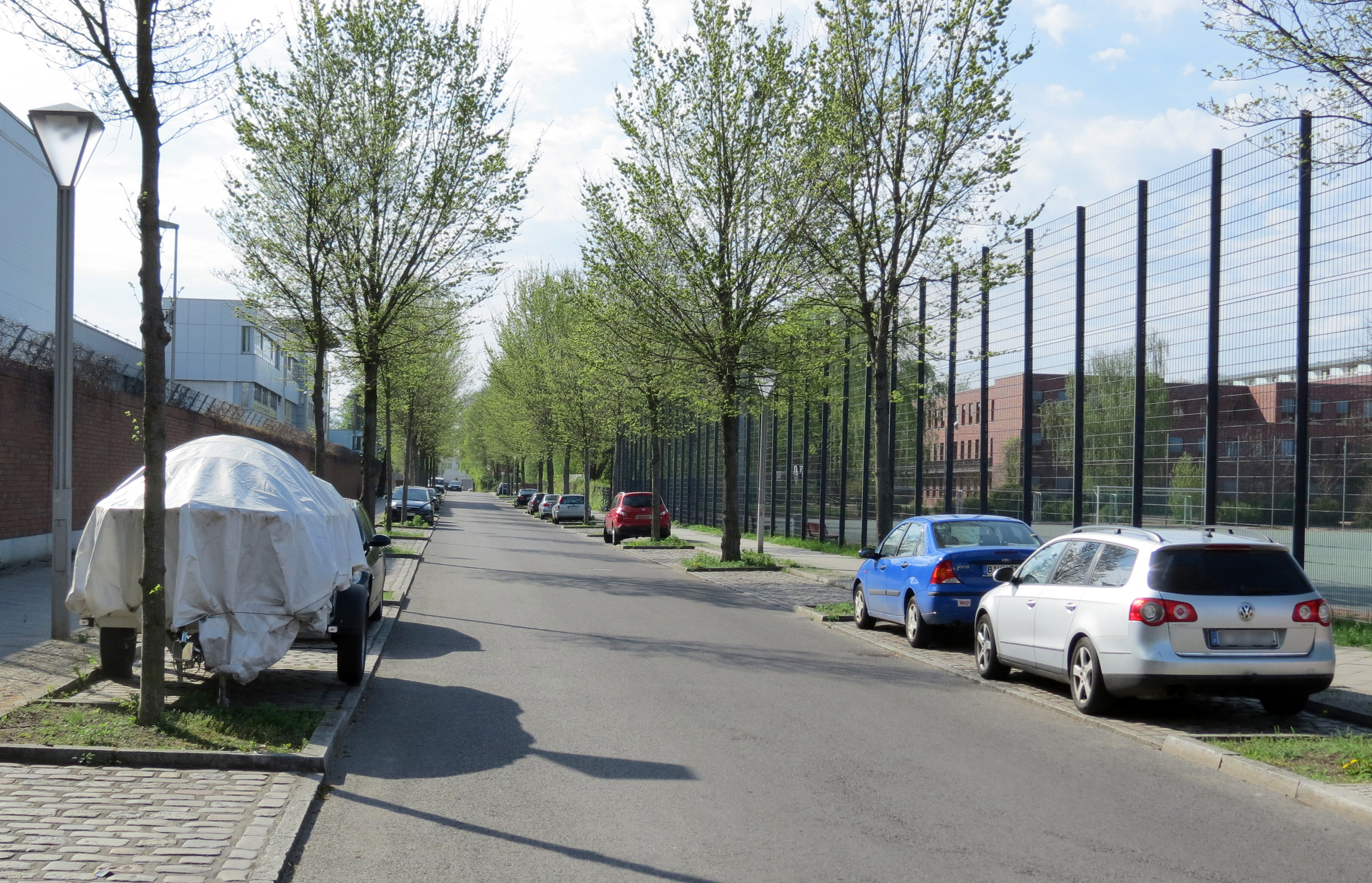
Elisabeth Flickenschildt Straße

Tornò a lavorare in teatro, preferibilmente con Gründgens. Dopo la morte di questi, nel 1963, girò molte pellicole di serie B, lavorando anche per la televisione. Nell'aprile 1976, si comperò una fattoria nel distretto di Stade dove andò a vivere.
Nell'ottobre 1977, Elisabeth Flickenschildt morì per i postumi di un grave incidente stradale. Venne sepolta nel cimitero di Hittenkirchen, a Bernau am Chiemsee.

## Premi e riconoscimenti
Le è stata intitolata una strada, la Elisabeth-Flickenschildt-Straße, a Berlino, nel quartiere di Haselhorst.

## Filmografia

### Attrice
- Großreinemachen, regia di Karel Lamač (1935)
- Der ahnungslose Engel, regia di Franz Seitz (1936)
- Du kannst nicht treu sein, regia di Franz Seitz (1936)
- Starke Herzen, regia di Herbert Maisch (1937)
- Ragazzi (Streit um den Knaben Jo), regia di Erich Waschneck (1937)
- L'orma del diavolo (Der zerbrochene Krug), regia di Gustav Ucicky e Emil Jannings (1937)
- Tango Notturno, regia di Fritz Kirchhoff (1937)
- Der Maulkorb, regia di Erich Engel (1938)
- Heiratsschwindler, regia di Herbert Selpin (1938)
- Giovinezza (Jugend), regia di Veit Harlan (1938)
- Ein Mädchen geht an Land, regia di Werner Hochbaum (1938)
- Mia moglie si diverte, regia di Paul Verhoeven (1938) anche versione tedesca, Unsere kleine Frau
- Il romanzo di una donna (Der Schritt vom Wege), regia di Gustaf Gründgens (1939)
- Menzogna (Die barmherzige Lüge), regia di Werner Klingler (1939)
- La vita del dottor Koch (Robert Koch, der Bekämpfer des Todes), regia di Hans Steinhoff (1939)
- Die unheimlichen Wünsche, regia di Heinz Hilpert (1939)
- La volpe insanguinata (Der Fuchs von Glenarvon), regia di Max W. Kimmich (1940)
- Capitano di ventura (Trenck, der Pandur), regia di Herbert Selpin (1940)
- Ohm Kruger l'eroe dei Boeri (Ohm Krüger), regia di Hans Steinhoff (1941)
- Il grande re (Der große König), regia di Veit Harlan (1942)
- Zwischen Himmel und Erde, regia di Harald Braun (1942)
- Crepuscolo di gloria (Rembrandt), regia di Hans Steinhoff (1942)
- Liebesgeschichten, regia di Viktor Turžanskij (1943)
- Dono di primavera (Altes Herz wird wieder jung), regia di Erich Engel (1943)
- La collana di perle (Romanze in Moll), regia di Helmut Käutner (1943)
- Die beiden Schwestern, regia di Erich Waschneck (1943)
- Der Mann, dem man den Namen stahl, regia di Wolfgang Staudte (1944)
- Familie Buchholz, regia di Carl Froelich (1944)
- Neigungsehe, regia di Carl Froelich (1944)
- Seinerzeit zu meiner Zeit, regia di Boleslaw Barlog (1944)
- Philharmoniker, regia di Paul Verhoeven (1944)
- Shiva und die Galgenblume, regia di Hans Steinhoff (1945)
- Ein toller Tag, regia di O.F. Schuh (1945)
- Meine Herren Söhne, regia di Robert Adolf Stemmle (1945)
- Eine große Liebe, regia di Hans Bertram (1949)
- Madonna in Ketten, regia di Gerhard Lamprecht (1949)
- König für eine Nacht, regia di Paul May (1950)
- Eine seltene Geliebte, regia di Alfred Braun (1950)
- Toxi, regia di Robert Adolf Stemmle (1952)
- Der Tag vor der Hochzeit, regia di Rolf Thiele (1952)
- Hokuspokus, regia di Kurt Hoffmann (1953)
- Die Nacht ohne Moral, regia di Ferdinand Dörfler (1953)
- Hochzeitsglocken, regia di Georg Wildhagen (1954)
- Das ideale Brautpaar, regia di Robert Adolf Stemmle (1954)
- Gestapo in agguato (Rittmeister Wronski), regia di Ulrich Erfurth (1954)
- Die spanische Fliege, regia di Carl Boese (1955)
- Sohn ohne Heimat, regia di Hans Deppe (1955)
- Il principe folle (Herrscher ohne Krone), regia di Harald Braun (1957)
- Le avventure di Robinson (Robinson soll nicht sterben), regia di Josef von Báky (1957)
- Sissi a Ischia (Scampolo), regia di Alfred Weidenmann (1958)
- Resurrezione (Auferstehung), regia di Rolf Hansen (1958)
- Stefanie, regia di Josef von Báky (1958)
- Finalmente l'alba (Wir Wunderkinder), regia di Kurt Hoffmann (1958)
- Neurose (Labyrinth), regia di Rolf Thiele (1959)
- La professione della signora Warren
- La banda del terrore (Die Bande des Schreckens), regia di Harald Reinl (1960)
- Faust, regia di Peter Gorski (1960)
- Il ponte del destino (Die Brücke des Schicksals), regia di Michael Kehlmann (1960)
- Agatha, laß das Morden sein!, regia di Dietrich Haugk (1960)
- Il volto dell'assassino (Eheinstitut Aurora), regia di Wolfgang Schleif (1962)
- Lo scandalo Sibelius (Frauenarzt Dr. Sibelius), regia di Rudolf Jugert (1962)
- La taverna dello squalo (Das Gasthaus an der Themse), regia di Alfred Vohrer (1962)
- Il letto rosa (Das schwarz-weiß-rote Himmelbett), regia di Rolf Thiele  (1962)
- Il laccio rosso (Das indische Tuch), regia di Alfred Vohrer (1963)
- Ferien vom Ich, regia di Hans Grimm (1963)
- Nude per amare (Das große Liebesspiel), regia di Alfred Weidenmann (1963)
- Il fantasma di Soho (Das Phantom von Soho), regia di Franz Josef Gottlieb (1964)
- La morte vestita di dollari (Einer Frisst den anderen), regia di Ray Nazarro (1964)
- Lausbubengeschichten, regia di Helmut Käutner (1964)
- DM-Killer, regia di Rolf Thiele (1965)
- Allarme in cinque banche
- Tante Frieda - Neue Lausbubengeschichten, regia di Werner Jacobs (1965)
- Onkel Filser - Allerneueste Lausbubengeschichten, regia di Werner Jacobs (1966)
- Der Lügner und die Nonne, regia di Rolf Thiele (1967)
- Wenn Ludwig ins Manöver zieht, regia di Werner Jacobs (1969)
- Dr. med. Fabian - Lachen ist die beste Medizin, regia di Harald Reinl (1969)
- Käpt'n Rauhbein aus St. Pauli, regia di Rolf Olsen (1971)
- Als Mutter streikte, regia di Eberhard Schröder (1974)
- Ondine (Undine), regia di Rolf Thiele (1974)
- Giochi perversi di una signora bene (MitGift), regia di Michael Verhoeven (1976)
- Nuit d'or, regia di Serge Moati (1976)

### TV
- Bernarda Albas Haus, regia di Franz Peter Wirth (1957)
- Der Besuch der alten Dame
- Die Ratten
- Elisabeth von England
- Die Perser
- Caesar und Cleopatra
- Colombe
- Der Familientag
- Das Mißverständnis
- Oh, diese Geister
- Der Kreidegarten
- Rückkehr von Elba
- Der Tod läuft hinterher (2 episodi) (1967)
- Die 13 Monate
- Olympia - Olympia
- Der Kommissar, episodio Der Geigenspieler
- Wecken Sie Madame nicht auf